# 节节草 (木贼科)
节节草（学名：Equisetum ramosissimum）为木賊科木賊屬下的植物。别名节节木贼。其下分2个亚种：原亚种及笔管草。其存在于亚洲、非洲、欧洲、北美洲等地。